# بدر (فئة كورفت)
بدر هي فئة من الكورفيت بنيت من قبل الولايات المتحدة لصالح القوات البحرية الملكية السعودية. وقد تم نقل هذه الفئة إلى دور الدفاع الساحلي بعد تحديث الأسطول السعودي. هناك أربع سفن في الخدمة؛ بدر ، اليرموك ، حطين ، تبوك.
- بدر (612)
- اليرموك (614)
- حطين (616)
- تبوك (618)